# Stokes (Einheit)
Stokes (St) ist der Name der CGS-Einheit der kinematischen Viskosität; sie ist benannt nach dem irischen Mathematiker und Physiker George Gabriel Stokes. Sie ist in der EU keine gesetzliche Einheit mehr. Zwischen 1920 und 1940 wurde die Einheit auch als Lentor bezeichnet.

## Definition
Die Definition lautet:
{\displaystyle \mathrm {1\,St=1\,{\frac {cm^{2}}{s}}=10^{-4}\,{\frac {m^{2}}{s}}} \,}.
In der Praxis ist die Angabe in cSt (Zentistokes) üblich:
{\displaystyle \mathrm {1\,cSt=1\,{\frac {mm^{2}}{s}}=10^{-6}\,{\frac {m^{2}}{s}}} \,}.

## Verwendung
Im Geschäftsverkehr ist (gesetzlich) in Deutschland seit 1970 die SI-Einheit m2/s vorgeschrieben; übergangsweise war das Stokes noch bis 1974 zulässig.
Das Stokes wurde in Österreich unter dem Namen Stok durch das Bundesgesetz vom 5. Juli 1950 zum gesetzlichen Maß erklärt; 1973 wurde der Name in Stokes geändert; seit 1988 ist es keine gesetzliche Einheit mehr.
Der Einheitenname Stok wurde auch in der deutschen Norm DIN 1342 „Zähigkeit“ vom August 1936 empfohlen.